# Bracon opacus
Bracon opacus är en stekelart som beskrevs av Szepligeti 1911. Bracon opacus ingår i släktet Bracon och familjen bracksteklar. Inga underarter finns listade.